# Remote Battlefield Sensor System
Das Remote Battlefield Sensor System (REMBASS) ist ein Sensorkomplex zur automatischen Ortung von Bewegungen am Boden. Das System wird von den Spezialeinheiten der US-Streitkräfte eingesetzt und erlangte mit den Computerspielen der Ghost-Recon-Reihe relative Bekanntheit.

## Geschichte
Während des Vietnamkrieges regte der damalige Präsident der Vereinigten Staaten John F. Kennedy die Gründung von Spezialeinheiten an, unter anderem der Green Berets. Diese Einheiten sollten hinter feindlichen Linien mittels unkonventioneller Kriegsführung Gegner bekämpfen. Um im Regenwald Truppenbewegungen zu erfassen und zu verfolgen, ohne dabei eigene Soldaten einer Gefahr auszusetzen, wurde ein Sensorkomplex zur Ortung entwickelt. Der zuerst als Unattended Ground Sensor System (UGSS) bezeichnete Komplex wurde verbessert und 1982 in Remote Battlefield Sensor System (REMBASS) umbenannt. Später wurde eine verbesserte Version Improved Remote Battlefield Sensor System (I-REMBASS) produziert und eingesetzt. Das verbesserte System reduziert die Baugröße und das Gewicht der Komponenten und besitzt erweiterte Planungs- und Rechenkapazitäten. Alle I-REMBASS-Sensoren sind mit älteren REMBASS-Sensoren kompatibel, weswegen die Bezeichnung AN/GSQ-187 beibehalten wurde. Mittlerweile wird die modernste Version AN/GSR-8 REmotely Monitored Battlefield Sensor System (REMBASS II) entwickelt.

## Einsatz
Laut Jane’s Information Group wurde I-REMBASS im Jahr 2000 von den Einheiten des United States Special Operations Commands, von leichten Divisionen, US-Militärgeheimdiensten und befreundeten Regierungen eingesetzt. Über 6.000 Sets sind weltweit ausgeliefert worden, um Geländeüberwachungen bei Fernaufklärung, Anti-Guerilla-Kriegsführung und Konflikten niedriger Intensität zu gewährleisten. Die Sensoren werden auch im Krieg gegen die Drogen eingesetzt und kamen bzw. kommen unter anderem in Bosnien, Kosovo und Afghanistan zum Einsatz. Das modernere REMBASS II soll auch an die Stryker Brigade Combat Teams ausgeliefert werden.
Ortungsreichweite I-REMBASS:
- Personen: 3–50 m
- Radfahrzeuge: 15–250 m
- Kettenfahrzeuge: 25–350 m

## AN/GSQ-187
Das System besteht aus passiven Sensoren, welche bis zu 30 Tage lang selbstständig und unabhängig arbeiten können. Im Normalfall befinden sie sich in einem Energiesparmodus; wenn ein Ziel in Ortungsreichweite kommt, wird eine Veränderung der Umgebung gemessen, das heißt, eine Änderung der seismischen, akustischen, infraroten oder magnetischen Signatur des Geländes: Die Sensoren werden aktiviert. Anschließend wird das Zielobjekt von den Sensoren als Person oder Rad-/Kettenfahrzeug identifiziert. Diese Information wird dann zum Monitor programmer (M/P) des Operators gesendet. Der Operator kann darauf die Art sowie Anzahl der Ziele und deren Bewegungsrichtung und Geschwindigkeit ablesen und in Echtzeit verfolgen. Beim Einschalten wird ein Testsignal gesendet, um den Status anzuzeigen. Die Füllsender senden während des Betriebes periodisch Testsignale.

### Komponenten REMBASS
Ein Sensorkomplex besteht aus jeweils acht IR- und Magnet-Sensoren, 32 seismisch/akustischen Sensoren, acht Füllsendern, einem Sensor Monitoring Set, drei Portable Monitoring Sets, zwei Code Programmers, einer Antennengruppe, einer Energieversorgungseinheit, einem Mounting Rack und einem Sensor Signal Simulator.
- DT-561/GSQ: ist ein von Hand verlegter Magnetsensor. Der Sensor entdeckt Rad- und Kettenfahrzeuge sowie Personen, die magnetische Materialien mit sich tragen. Der Sensor meldet die Anzahl und Bewegungsrichtung der Objekte im Verhältnis zu ihrer Position. Das Sensor Monitoring Set verwendet zwei verschiedene Sensoren (MAG und IR), um Objekte zu identifizieren und ihre Bewegungsrichtungen zu bestimmen.

- DT-562/GSQ: Ist ein von Hand verlegter seismisch/akustischer Sensor. Entdeckte Ziele werden als unbekannt, als Person, Radfahrzeug oder als Kettenfahrzeug eingestuft.

- DT-565/GSQ: Ist ein von Hand verlegter Infrarotsensor. Er entdeckt Fahrzeuge und Personen. Der Sensor meldet die Anzahl und Bewegungsrichtung der Objekte relativ zu ihrer Position. Das Sensor Monitoring Set verwendet zwei verschiedene Sensoren (IR und MAG), um Objekte zu identifizieren und ihre Bewegungsrichtungen zu bestimmen.

- RT-1175/GSQ: Ist ein Füllsender, der auch wiederverwendet werden kann. Er verlängert die Senderreichweite der Sensoren und anderer Füllsender. Auf diese Weise können auch mehrere in einer Kette verlegt werden, um Daten über große Entfernungen zu senden.

- AN/GSQ-187: Wird als Sensor Monitoring Set (SMS) bezeichnet. Das SMS hat einen Zweikanalempfänger, einen Festplattenrekorder und ein Display. Es empfängt, verarbeitet und stellt die Daten von bis zu 60 Sensoren dar. Ziele werden wie folgt dargestellt: (-) für unbekannt, (T) für Kettenfahrzeuge, (W) für Radfahrzeuge und (P) für Personen. Es können bis zu zehn Zielinformationen gleichzeitig dargestellt werden. Eine Tastatur erlaubt es, dem Operator das SMS zu programmieren, um Frequenzen einzustellen, den Festplattenrekorder zu programmieren, die eingebaute Testeinrichtung zu benutzen und Zielgeschwindigkeiten zu berechnen.

- R-2016/GSQ: Wird auch als Radio Frequency Monitor (dt. Gerät zur Überwachung von Radiofrequenzen) oder Portable monitoring set (PMS) bezeichnet. Das PMS empfängt, verarbeitet und stellt ID Codes und Zieldaten von Sensoren auf einem Display dar.

- C-10434/GSQ: Code Programmer. Der Programmer ist ein tragbares Gerät um Sensoren und Füllsender zu programmieren. Es können Frequenz, Verstärkung, ID Code, Lebensdauer und Arbeitszeit eingestellt werden. Es wird auch dazu verwendet neu installierte Füllsender und Batterien zu konfigurieren. BITE ist vorhanden um sicherzustellen, dass die Sensoren mit den korrekten Informationen gefüttert wurden.

- OE-239/GSQ: Die Antennengruppe kann von vier Sensor Monitoring Sets (SMS) oder Portable Monitoring Sets (PMS) gleichzeitig verwendet werden, damit die Daten eines Sensorfelds von mehreren Teams abgefragt werden können. Die Antennengruppe besteht aus einem Mast mit einer omnidirektionalen Antenne sowie Sende- und Empfangselement.

- PP-8080/GSQ: Die Energieversorgungseinheit wandelt extern eingespeiste Energie (24 V DC, 115 V AC oder 220 V AC) in 12 Volt Gleichspannung um. Die Energie kann zum Betrieb der Füllsender, SMS oder SSS verwendet werden.

- MT-4825/GSQ: Transportkiste, um Füllsender in oder an Helikopter zu montieren.

- SM-755/GSQ: Wird als Sensor Signal Simulator (SSS) bezeichnet, er hat ein ähnliches Aussehen wie das SMS und hat die Fähigkeit zu Empfang, Aufzeichnung, Editierung, Kopierung und Weiterleitung eines operativen Szenarios; es kann auch ein aufgezeichnetes Szenario abgespielt werden. Das SSS erlaubt das Üben in Klassenräumen oder im Feld, ohne REMBASS-Sensoren benutzen zu müssen. Der Operator kann die Daten des SSS auf seinem PMS oder SMS verfolgen und auswerten.

- Batterien: Die Sensoren und das PMS benutzen BA-5589/U Lithium-Batterien. Füllsender, SMS und SSS verwenden BA-5590/U Lithium-Batterien.

### Komponenten I-REMBASS
Ein Set besteht aus jeweils acht Infrarot- und Magnetsensoren, 32 seismisch/akustische Sensoren, acht Füllsendern, drei M/P und einem AMDS. Die M/P und AMDS ersetzen Code Programmer, PMS, SMS und SSS. Das I-REMBASS benutzt grafische Darstellungen (in Ada programmiert) auf einem MS-DOS basierten Laptop.
- DT-561(A)/GSQ: Verbesserter Magnetsensor

- DT-562(A)/GSQ: Verbesserter seismisch/akustischer Sensor

- DT-565(A)/GSQ: Verbesserter IR-Sensor

- RT-1175(A)/GSQ: Verbesserter Füllsender, um die Reichweite der Sensoren zu einem M/P zu erweitern. Kann ebenfalls eine Kette bilden.

- AN/PSQ-7: Wird als Monitor/Programmer (M/P) bezeichnet. Der M/P ist ein tragbarer, versiegelter Empfänger und Code Programmer. Er empfängt, dekodiert und stellt die Informationen der Sensoren und Füllsender auf einem Display dar und dient auch ihrer Programmierung, um Frequenzen, ID, Lebensdauer, BITE und Arbeitszeit einzustellen. Der M/P besitzt eine serielle Schnittstelle vom Typ RS-232, um weitere Hardware daran anzuschließen. Eine Ladeanzeige ist ebenfalls vorhanden. Das Jahr der Truppeneinführung wurde bis heute nicht bekanntgegeben.

- Advanced Monitoring Display System: Das AMDS ist eine Software; welche auf jedem Personal Computer läuft; welcher besser als ein 486er ist und über ein Compact Disc read-only Laufwerk und über Microsoft Windows 95 oder NT verfügt. Dieser PC wird mittels des RS-232 an den M/P angeschlossen und ermöglicht es, die Sensordaten auf einer taktischen Karte darzustellen. Die AMDS-Software erlaubt es dem Benutzer, eine Karte der beobachteten Region auszuwählen, die gelegten Sensoren und Füllsender zu beschriften (das bedeutet, ihnen zur besseren Übersichtlichkeit Namen zu geben), die Daten zu sammeln und darzustellen, sowie Berichte darüber anzufertigen. Die Version 2.0.0 ist mehrkanalfähig und kann Daten mehrerer M/P verarbeiten sowie digitale Karten nach Defense-Mapping-Agency-Standards hochladen. Weitere Verbesserungen sind Datenkommunikation mittels SINCGARS sowie die Möglichkeit, bis zu 64 Sensoren pro Kanal zu beobachten. Diese Version kann mit jedem Windows-kompatiblen Drucker verbunden werden. Das Jahr der Truppeneinführung ist bis heute geheim.

- Batterien: Die Sensoren, Füllsender und M/P benutzen entweder BA-5557/U Lithium-Batterien oder AA Alkali-Mangan-Batterie oder Nickel-Cadmium-Akkumulatoren. Dafür gibt es Batterieadapter.

## AN/GSR-8
Das REMBASS II befindet sich noch in Entwicklung. Das System verwendet seismische/akustische Sensoren (S/A), welche über plug-in-Schnittstellen mit Magnet- oder Infrarot-Sensoren erweitert werden können. Die Reichweite der S/A-Sensoren beträgt 75, die der IR-Sensoren 30, die der Magnetsensoren drei Meter. Durch die offene Softwarearchitektur können Wettersensoren, Radare wie das AN/PPS-5D Ground Surveillance Radar sowie ABC-Waffen-Spürgeräte angeschlossen werden. Die Datenübertragung verwendet Low Probability of Intercept/Low Probability of detection-Techniken und reicht bis zu 15 km weit. Mit Hilfe von Füllsendern kann die Reichweite auf bis zu 150 km vergrößert werden.
Aufgrund der großen Reichweite des Sensorkomplexes wird von L-3 Communications ein Air Deliverable Remote Sensor System (ADRSS) entwickelt. Diese Sensoren können von Fluggeräten aus abgeworfen werden. Die Fluggeräte können dabei auch als Relaisstation für die Datenübertragung verwendet werden.